# Жальгирис (баскетбольный клуб)
«Жа́льгирис» (лит. Krepšinio klubas Žalgiris) — литовский баскетбольный клуб из города Каунас. Самый старый и титулованный литовский баскетбольный клуб, многократный победитель и призёр чемпионатов СССР и Литвы, победитель Евролиги 1999 года.

## История
В буквальном переводе на русский слово «Жальгирис» означает «зелёный лес». Название дано в честь победы над Тевтонским орденом в битве при Грюнвальде (лит. Žalgirio mūšis) в 1410 году.
Мужская команда «Жальгирис» с момента создания рассматривалась как национальная команда Литвы. Носила названия: АСК (1945, 1947), СКИФ (1947-49), «Жальгирис» (1946, 1947 и с 1950) (интересно, что в чемпионате СССР 1947 году одновременно участвовали все три команды: СКИФ (1-е место), «Жальгирис» (9-е) и АСК (18-е).
Под флагом сборной Литвы «Жальгирис» выиграл Всесоюзные соревнования в помещении 1953 и 1954 годах и занял второе место в 1955 году.
В сборной СССР первого созыва играли чемпионы Европы 1947 года: В. Кулакаускас (впоследствии тренер сборной СССР), С. Бутаутас, К. Петкявичюс, Ю. Лагунавичюс; В. Серцявичюс (центровой и тренер), З. Сабулис, чемпионы Европы А. Лауритенас, С. Стонкус.
Подлинный расцвет пришел к «Жальгирису» в 1980-х. Три «золотых» чемпионата СССР подряд в 1985-87 годах, включая две победы в 1985 году против ЦСКА - 24 октября в Москве со счётом 72:70 и 26 октября со счётом 77:75 в Каунасе. Вице-чемпионство в 1980, 1983, 1984, 1988 и 1989 годах.
В этот звездный период, прерванный распадом СССР, за команду выступали: чемпион мира и Европы Сергеюс Йовайша, олимпийские чемпионы Сеула Арвидас Сабонис, Римас Куртинайтис, Вольдемарас Хомичюс.
В разные годы за «Жальгирис» с успехом выступали: М. Паулаускас (олимпийский чемпион Мюнхена), А. Дапкус, А. Немцявичюс, В. Дзенис, А. Вилимас, В. Майоровас, А. Матачюнас И. Килыпаускас, А. Стумбрис, Л. Тендзегольскис, Р. Бузелис, И. Радикас, Р. Масюлис, Г. Гедрайтис (в 1980-х гг. — тренер команды), С. Рузгас, А. Жигаускас, Р. Римкус, Г. Будникас, В. Сарпалюс, Р. Вензбергас, И. Казюнас, А. Жукаускас, С. Паткаускас, А. Линкявичюс, Л. Жукайтис, И. Юркшайтис, А. Шидлаускас, В. Венцловас, М. Арлаускас, В. Масальскис, Д. Ласкис, Э. Василяускас, А. Бразис, А. Висоцкас, Г. Крапикас, М. Лекараускас, Р. Чивилис, В. Янкаускас.
С командой работали тренеры В. Ф. Грешновас, В. В. Кулакаускас, В. С. Серцявичюс, К. К. Петкявичюс, Ю. К. Лагунавичюс, В. В. Бимба, С. М. Бутаутас. До самого распада СССР команду в течение многих лет тренировал Владас Гарастас. При нём «Жальгирис» стал ведущим клубом страны.
После распада СССР играет в Литовской баскетбольной лиге (LKL). Многократный чемпион Литвы.
С 2008 по 2013 года клуб выступал в Единой лиге ВТБ, где доходил до полуфинала (2013) и становился участником «Финала Четырёх» в 2010 году, по итогам которого стал бронзовым призёром.

### Еврокубки
В 1998 году клуб впервые выиграл Кубок Сапорты. Сохранив состав из ранее малоизвестных литовских игроков (Миндаугас Жукаускас и Эурелиус Жукаускас, Томас Масюлис, Дайнюс Адомайтис, Дарюс Масколюнас, Саулюс Штомбергас, Кястутис Шештокас и Гедрюс Густас) и добавив легионеров с опытом НБА (Иржи Зидек, Тайес Эдни и Энтони Боуи), клуб выиграл Евролигу в 1999 году. После этого финансирование клуба бизнесменом Шабтаем Калмановичем прекратилось, и многие игроки покинули команду.
В следующий раз «Жальгирис» вышел в «Финал четырех» Евролиги только в 2018 году, когда главный тренер Шарунас Ясикявичюс смог с не самым сильным составов привести клуб к третьему месту.

## Трофеи
Национальные
 СССР
- Чемпион СССР (5): 1947, 1951, 1985, 1986, 1987.
- Серебряный призер чемпионата СССР: 1949, 1952, 1980, 1983, 1984, 1988, 1989.
- Бронзовый призер чемпионата СССР: 1953, 1954, 1955, 1971, 1972, 1978.
- Обладатель Кубка СССР: 1953.
- Чемпион ВЦСПС: 1948, 1949, 1953.

 Литва
- Чемпион Литвы (34): 1946, 1950, 1952, 1953, 1954, 1955, 1958, 1991, 1992, 1993, 1994, 1995, 1996, 1997, 1998, 1999, 2001, 2003, 2004, 2005, 2007, 2008, 2011, 2012, 2013, 2014, 2015, 2016, 2017, 2018, 2019, 2020, 2021
- Обладатель кубка Литвы: 1990, 2007, 2008, 2011, 2012, 2015, 2017
- Кубок короля Миндаугаса: 2017, 2018, 2020, 2021, 2022

Международные
- Чемпион Евролиги: 1999.
- Финалист Кубка обладателей кубков: 1985
- Финалист Кубка европейских чемпионов: 1986.
- Победитель Интерконтинентального кубка: 1986
- Победитель Кубка Европы: 1998
- Чемпион Балтийской лиги: 2005, 2008, 2010, 2011, 2012

## Сезоны
| Сезон   | Лига | Уровень | Рег. Чемп. | Плей-офф | Регион                        | Еврокубки       |
| ------- | ---- | ------- | ---------- | -------- | ----------------------------- | --------------- |
| 2009-10 | ЛКЛ  | 1       | 2          | Финалист | 3-е место ЕЛ ВТБ Чемпион ББЛ  | Топ-16 Евролиги |
| 2010-11 | ЛКЛ  | 1       | 1          | Чемпион  | 3 (гр.В) ЕЛ ВТБ Чемпион ББЛ   | Топ-16 Евролиги |
| 2011-12 | ЛКЛ  | 1       | 1          | Чемпион  | 1/8 финала ЕЛ ВТБ Чемпион ББЛ | Топ-16 Евролиги |
| 2012-13 | ЛКЛ  | 1       | 1          | Чемпион  | Полуфинал ЕЛ ВТБ              | Топ-16 Евролиги |
| 2013-14 | ЛКЛ  | 1       | 4          | Чемпион  | —                             | Топ-16 Евролиги |
| 2014-15 | ЛКЛ  | 1       | 1          | Чемпион  | —                             | Топ-16 Евролиги |
| 2015-16 | ЛКЛ  | 1       | 2          | -        | —                             | Топ-16 Евролиги |

## Текущий состав
| \| Поз. \| № \| Гражд. \| Имя \| Дата рождения (возраст) \| Рост \| Вес \| Звание \| \| ---- \| -- \| ------ \| ------------------- \| ------------------------ \| ------ \| ------ \| ------ \| \| РЗ \| 2 \| \| Кинан Эванс \| 23 августа 1996 (28 лет) \| 191 см \| 86 кг \| \| \| АЗ \| 3 \| \| Довидас Гедрайтис \| 17 июня 2000 (24 года) \| 193 см \| 93 кг \| \| \| РЗ \| 4 \| \| Лукас Лекавичюс \| 30 марта 1994 (30 лет) \| 180 см \| 78 кг \| \| \| Ц \| 8 \| \| Кеварриус Хейес \| 5 марта 1997 (28 лет) \| 206 см \| 103 кг \| \| \| РЗ \| 9 \| \| Мантас Калнетис \| 6 сентября 1986 (38 лет) \| 196 см \| 90 кг \| \| \| ТФ \| 10 \| \| Роландс Шмитс \| 25 июня 1995 (29 лет) \| 208 см \| 107 кг \| \| \| Ц \| 14 \| \| Мотеюс Кривас \| 1 декабря 2004 (20 лет) \| 214 см \| 110 кг \| \| \| Ц \| 15 \| \| Лауринас Бирутис \| 27 августа 1997 (27 лет) \| 213 см \| 114 кг \| \| \| АЗ \| 16 \| \| Каролис Лукошюнас \| 4 августа 1997 (27 лет) \| 195 см \| 87 кг \| \| \| З/Ф \| 17 \| \| Игнас Браздейкис \| 8 января 1999 (26 лет) \| 201 см \| 100 кг \| \| \| АЗ \| 33 \| \| Томас Димша \| 2 января 1994 (31 год) \| 196 см \| 85 кг \| \| \| РЗ \| 34 \| \| Тайлер Кавано \| 9 февраля 1994 (31 год) \| 206 см \| 108 кг \| \| \| З/Ф \| 45 \| \| Лиутаурас Лелевичюс \| 28 мая 2003 (21 год) \| 201 см \| 82 кг \| \| \| ЛФ \| 51 \| \| Арнас Буткявичюс \| 22 ноября 1992 (32 года) \| 197 см \| 95 кг \| \| \| Ф \| 92 \| \| Эдгарас Улановас \| 7 января 1992 (33 года) \| 199 см \| 99 кг \| \| | Главный тренер - Казис Максвитис Ассистенты тренера - Таутвидас Сабонис - Гинтарас Крапикас - Эвальдас Бержининкайтис Легенда - (К) — Капитан команды Последнее изменение: 5 августа 2022 |                                  |                     |                          |        |        |        |
| Поз. | № | Гражд.                           | Имя                 | Дата рождения (возраст)  | Рост   | Вес    | Звание |
| РЗ | 2 | Соединённые Штаты Америки        | Кинан Эванс         | 23 августа 1996 (28 лет) | 191 см | 86 кг  |        |
| АЗ | 3 | Литва                            | Довидас Гедрайтис   | 17 июня 2000 (24 года)   | 193 см | 93 кг  |        |
| РЗ | 4 | Литва                            | Лукас Лекавичюс     | 30 марта 1994 (30 лет)   | 180 см | 78 кг  |        |
| Ц | 8 | Центральноафриканская Республика | Кеварриус Хейес     | 5 марта 1997 (28 лет)    | 206 см | 103 кг |        |
| РЗ | 9 | Литва                            | Мантас Калнетис     | 6 сентября 1986 (38 лет) | 196 см | 90 кг  |        |
| ТФ | 10 | Латвия                           | Роландс Шмитс       | 25 июня 1995 (29 лет)    | 208 см | 107 кг |        |
| Ц | 14 | Литва                            | Мотеюс Кривас       | 1 декабря 2004 (20 лет)  | 214 см | 110 кг |        |
| Ц | 15 | Литва                            | Лауринас Бирутис    | 27 августа 1997 (27 лет) | 213 см | 114 кг |        |
| АЗ | 16 | Литва                            | Каролис Лукошюнас   | 4 августа 1997 (27 лет)  | 195 см | 87 кг  |        |
| З/Ф | 17 | Литва · Канада                   | Игнас Браздейкис    | 8 января 1999 (26 лет)   | 201 см | 100 кг |        |
| АЗ | 33 | Литва                            | Томас Димша         | 2 января 1994 (31 год)   | 196 см | 85 кг  |        |
| РЗ | 34 | Соединённые Штаты Америки        | Тайлер Кавано       | 9 февраля 1994 (31 год)  | 206 см | 108 кг |        |
| З/Ф | 45 | Литва                            | Лиутаурас Лелевичюс | 28 мая 2003 (21 год)     | 201 см | 82 кг  |        |
| ЛФ | 51 | Литва                            | Арнас Буткявичюс    | 22 ноября 1992 (32 года) | 197 см | 95 кг  |        |
| Ф | 92 | Литва                            | Эдгарас Улановас    | 7 января 1992 (33 года)  | 199 см | 99 кг  |        |

## Матчи против команд НБА
| 15 октября 2007 | Протокол | Голден Стэйт Уорриорз | 107:88 | Жальгирис | Оракл-арена, Окленд |

| 17 октября 2007 | Протокол | Торонто Рэпторс | 105:99 | Жальгирис | Эйр Канада-центр, Торонто |

| 19 октября 2007 | Протокол | Вашингтон Уизардс | 115:96 | Жальгирис | Верайзон-центр, Вашингтон |